# Sonata para violín n.º 2 (Schumann)

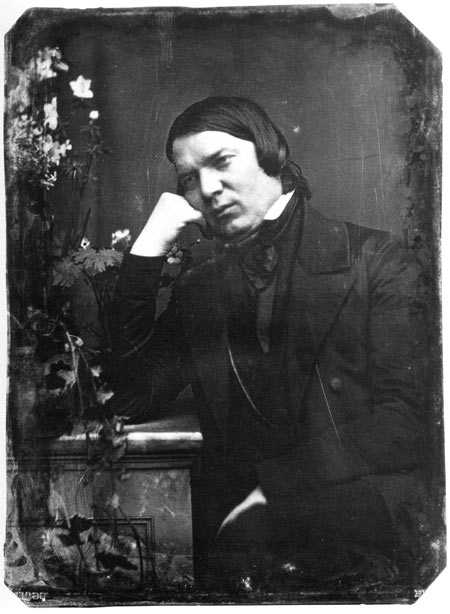
Robert Schumann en 1850.

La Sonata para violín y piano n.º 2 en re menor, Op. 121 es una pieza camerística compuesta por Robert Schumann en 1851 y fue publicada en 1853. La obra está dedicada al violinista Ferdinand David.

## Historia
La composición se desarrolló muy rápidamente desde 26 de octubre hasta el 2 de noviembre de 1851, durante su etapa como director de orquesta en Düsseldorf. Siguió a su Sonata para violín n.º 1 en la menor, Op. 105, compuesta a mediados de octubre. Uno de los comentarios del compositor sobre su primera sonata puede explicar su inmediata composición de otra obra del género: 

«No me gustó la primera sonata para violín y piano; así que escribí una segunda, que espero que haya resultado mejor.»

Schumann parece haberse sentido más cómodo con la instrumentación íntima de la música de cámara que con una gran orquesta. Los géneros íntimos de cámara permitieron al compositor dar rienda suelta a su preferencia por las figuraciones intrincadas y las sutiles inflexiones armónicas que son un rasgo destacado de sus obras para piano solo. No es de extrañar que las piezas de cámara, aparte de los cuartetos de cuerda, sean claramente pianísticas, con el violín siguiendo la parte del teclado o contraponiéndose a ella.
Las dos sonatas para violín y piano de Schumann fueron creadas bastante más tarde que otras piezas camerísticas suyas que han alcanzado más renombre, tales como los Tres cuartetos de cuerda Op. 41, el Quinteto con piano Op. 44 y Cuarteto con piano Op. 47. Las sonatas presentan un abanico de desafíos y recompensas diferente al de esas creaciones anteriores. Los signos del inminente colapso de Schumann son ciertamente evidentes ya en su primera sonata para violín, pero no por una deficiencia de valor musical sino porque las complejidades dramáticas y psicológicas de la obra hablan por sí solas. No obstante, la segunda sonata generalmente es considerada como la superior de las dos sonatas de 1851. Aún compuso una tercera sonata para violín con dos movimientos que había creado para la Sonata F-A-E.
El año 1851 fue muy ajetreado para Schumann en el terreno profesional. Tuvo lugar el estreno de la Sinfonía Renana y llevó a cabo una revisión sustancial de su Sinfonía n.º 4 en re menor de 1841. Ese mismo año escribió el Trío para piano n.º 3, las Sonatas para violín n.º 1 y n.º 2, varias canciones y obras corales, entre ellas el oratorio Der Rose Pilgerfahrt. Además compuso las oberturas de concierto Julius Caesar basada en la obra teatral homónima de Shakespeare y Hermann und Dorothea sobre la novela de Goethe. Durante gran parte de ese año el compositor trabajó en obras en tonalidades menores. En todas ellas -dos de las tres Fantasiestücke, Op. 111, el Trío para piano en sol menor, Op. 110, y las dos Sonatas para violín- se percibe un carácter introspectivo y fatalista impregnado de incertidumbre y tensión. Las partes para cuerda tienen pocos pasajes de pizzicato o alardes de virtuosismo, y en las Sonatas para violín el violín pasa la mayor parte del tiempo en el registro medio, sin tener nunca la oportunidad de elevarse.
La obra está dedicada al violinista Ferdinand David. Fue publicada en 1853. El estreno en público se celebró el 29 de octubre de 1853 en Düsseldorf en la interpretación de por Clara Schumann y Joseph Joachim, en un concierto que marcó el inicio de una larga colaboración musical. A finales de ese año, Joachim escribió entusiasmado a su amigo Arnold Wehner, director musical en Gotinga:

«Ya sabes con qué expresividad interpreta Clara su música [de Schumann]. Disfruto extraordinariamente tocando las obras de Robert con ella, y ojalá pudieras compartir esta alegría... No puedo dejar de hablarte de la nueva Sonata en re menor que Breitkopf & Härtel sacará muy pronto. La hemos tocado a partir de las pruebas de imprenta. La considero una de las mejores composiciones de nuestro tiempo por su maravillosa unidad de sentimiento y su significado temático. Desborda noble pasión, casi áspera y amarga en su expresión, y el último movimiento recuerda al mar con sus gloriosas olas de sonido.»

## Estructura y análisis
La sonata consta de cuatro movimientos:
- I. Ziemlich langsam, en re menor 3
4 – Lebhaft, en re menor 4
4
- II. Sehr lebhaft, en si menor 6
8
- III. Leise, einfach, en sol mayor 3
8
- IV. Bewegt, en re menor 4
4

La interpretación de la obra dura aproximadamente entre 25 y 30 minutos.

### I.Ziemlich langsam
El primer movimiento lleva la indicación Ziemlich langsam que significa "Bastante lento". Está escrito en la tonalidad de re menor y en compás de 3/4. Se trata de un movimiento tempestuoso que recuerda al del Trío con piano n.º 1 Op. 63. Arranca con una introducción basada en el tema principal. El cuarto compás de este tema contiene un ritmo sincopado distintivo que desempeña un papel en el enlace con el segundo sujeto, y también se utiliza ampliamente en el desarrollo. Una majestuosa secuencia de acordes aislados, cuyo contorno se utiliza para el primer tema propiamente dicho mientras florituras salvajes de violín conducen a la dominante de re menor, preparando el comienzo del movimiento en forma de sonata. Cuando el tempo cambia a Lebhaft (Vivace), el violín presenta tranquilamente su tema giratorio de seis compases que traza la tríada tónica, moviéndose en robustas blancas sobre unos vibrantes arpegios en el piano. Tras un tema secundario más activo, el primer tema reaparece en diferentes armonías para cerrar la exposición. Schumann transforma el tema principal en la sección de desarrollo, manteniendo al mínimo la interacción entre los instrumentos. Aparte de algunos rasgos de acompañamiento, la recapitulación coincide con la exposición hasta el último momento antes de pasar al tema secundario.

### II.Sehr lebhaft
El segundo movimiento, con la indicación Sehr lebhaft que quiere decir "Muy animado", está escrito en si menor y en compás de 6/8. Este vigoroso movimiento pertenece al género del scherzo y parece haber influido en el joven Johannes Brahms, especialmente en el scherzo en do menor que escribió para la Sonata F-A-E. La mayoría de las veces, el violín sigue al piano en este movimiento en re mayor, tomando su propio camino en el trío central. Los vínculos temáticos con el scherzo dan sabor al movimiento lento, titulado "Simplice" y en sol mayor. El pizzicato triple del violín abre el movimiento de variaciones con una melodía que se asemeja al material de rango estrecho del scherzo. Varios episodios separan las variaciones. Cerca del final alcanza su clímax al citar triunfalmente en la mayor la frase inicial de la melodía coral Gelobet seist du, Jesu Christ, interpretada fortissimo por ambos intérpretes. Es una anticipación del delicado tema en forma de serenata del siguiente movimiento de variación. Tanto en su melodía real como en su forma de presentación, el momento es un eco del coral del final del Trío para piano en do menor, Op 66 de Felix Mendelssohn.

### III.Leise, einfach
El tercer movimiento va marcado como Leise, einfach que significa "Tranquilo, sencillo" y está escrito en sol mayor y en compás de 3/8. Es un conjunto de variaciones que se abre con un pasaje de violín en pizzicato a tres tiempos, reflejando la introducción de acordes del primer movimiento. La penúltima variación recuerda tanto la figuración como el material del scherzo y su coda une aún más las piezas, de tal manera que ambas parecen estar inextricablemente entrelazadas. Una vez más recuerda a Brahms; esta vez su Sonata para piano n.º 2 en fa sostenido menor de 1854, en la que el tema del movimiento lento genera de forma tan sorprendente el motivo principal del scherzo.

### IV.Bewegt
El cuarto y último movimiento, Bewegt ("Con movimiento"), retoma la tonalidad y carácter iniciales, así como el compás de 4/4. Al igual que el movimiento inicial, el final, con sus "ondas de sonido" tan evocadoramente descritas por Joachim, es un tumultuoso movimiento en forma de sonata. Esta vez el segundo tema que es más lírico ofrece un verdadero alivio a la intensidad predominante de la música. Se abre con los dos instrumentos alternando la presentación del material temático con un acompañamiento frenético. El desarrollo alterna entre un desarrollo fragmentario y largos fragmentos de material temático, al tiempo que explora zonas de tonalidades "con bemoles". Tras la aparición del tema principal en re mayor, el movimiento permanece en esta nueva tonalidad hasta su contundente conclusión en sol mayor. Hay una extensa coda en la mayor cuyo brillo arduamente conseguido constituye una espléndida conclusión de la obra en su totalidad.

## Discografía selecta
- Schumann: Sonatas para violín y piano. Gidon Kremer, Martha Argerich (Deutsche Grammophon).
- Schumann: Sonatas para violín y piano. Raphaël Oleg, Yves Rault (Harmonia Mundi).